# Trinidad Balboa
Trinidad Balboa de Ambar (n. Murcia; 10 de junio de 1789 - f. Jaén; 25 de agosto de 1853) fue un militar y político español.  

## Biografía
General de adscripción liberal fue Jefe de Policía en el Trienio liberal y más tarde Capitán General de Ceuta y ministro de la Gobernación en 1849. En 1839 fue designado General en Jefe del Ejército liberal en las provincias de Toledo y Ciudad Real con la misión de contener y derrotar a las diversas partidas carlistas que operaban en la zona. Destacó por la crueldad de sus medidas en contra la población civil con el objetivo de mermar el apoyo popular hacia el carlismo. Tras el acuerdo de paz entre ambos ejércitos, una parte de los componentes de las partidas  continuaron la lucha armada. La acción de Balboa se centró en perseguir y exterminar a quienes no depusieron las armas. Así sucedió, por ejemplo, el día 10 de enero de 1840 cuando pasaron por las armas bajo su mandato a miembros capturados de una partida carlista que operaba en el término de Fuente el Fresno. Los miembros ejecutados fueron: Paulino Navarro, Esteban García Clemente, Víctor Pantaleón Simancas, Julián Flores, Francisco Alonso y Jesús Martín. Ese mismo día también fue ejecutado Feliz Romero, quien fue apresado y ejecutado el mismo día justo cuando estaba en el altar de la Iglesia de Santa Quiteria (Fuente el Fresno) a punto de casarse. El presunto motivo según declaración del párroco: Contraer matrimonio por la Iglesia después de vivir conjuntamente la pareja sin estar casados. 
Otro suceso de extrema crueldad relaciona nuevamente a Trinidad Balboa con Fuente el Fresno el 4 de julio de 1840. Son varias las fuentes, entre ellas Joaquín Acosta (párroco de la Iglesia de Santa Quiteria en Fuente el Fresno), las que le responsabilizan del fusilamiento de un niño de 4 años. Con el objetivo de amedrentar el apoyo a los carlistas en la población, ordenó un sorteo entre hijos de carlistas de la localidad. El "ganador" sería ejecutado. La mala fortuna recayó sobre Francisco Pedro Martín Sánchez de 4 años, que nació el día 17 de septiembre de 1835. Era hijo de José Martín García Miguel e Higinia Sánchez De León.
"Militar procedente directamente de las filas del carlismo, de quien se decía que había fusilado incluso a niños durante la guerra civil".¹
¹Isabel Burdiel, "Isabel II Una biografía". Taurus 2010.